# نيت سميث (لاعب غولف)
نيت سميث (بالإنجليزية: Nate Smith)‏ هو لاعب غولف أمريكي، ولد في 7 أغسطس 1983 في سانتا مونيكا في الولايات المتحدة.

## وصلات خارجية
- نيت سميث على موقع رابطة لاعبي الغولف المحترفين (الإنجليزية)
- نيت سميث على موقع رابطة أوروبا للاعبي الغولف المحترفين (الإنجليزية)
- نيت سميث على موقع التصنيف العالمي الرسمي للغولف (الإنجليزية)